# Heber C. Kimball
Heber Chase Kimball (Sheldon, Vermont; 14 de junio de 1801-Salt Lake City, Territorio de Utah; 22 de junio de 1868) fue un líder en los primeros años del Movimiento de los Santos de los Últimos Días. Sirvió como uno de los doce apóstoles originales en la temprana Iglesia Mormona, y como primer consejero de Brigham Young en La Primera Presidencia de la Iglesia de Jesucristo de los Santos de los Últimos Días, desde 1847 hasta su muerte.
Accediendo a las doctrinas de la iglesia de ese entonces, Kimball contrajo matrimonio con 43 mujeres; 17 de las cuales fueron progenitoras de 66 hijos suyos.

## Biografía

### Educación y entrenamiento
Kimball asistió a la escuela desde los cinco años de edad (en 1806). Su padre sufrió la pérdida de sus inversiones debido al embargo que precedió la guerra de 1812, por lo cual su familia dejó Vermont y se trasladó al oeste, eventualmente estableciéndose en West Bloomfield (Nueva York), Ontario County, Nueva York, alrededor de 1811.
A los 14 años su padre lo sacó de la escuela para enseñarle a ser herrero. El año 1816 (conocido como el Año sin verano), Kimball y su familia se mantuvieron comiendo asclepias hervidas durante tres semanas.
Alrededor de 1820, Herber decidió establecerse y comenzar por su cuenta, luego de que su padre perdió todas sus propiedades. Su actitud era tímida y callada; anduvo varios días sin comida, prefiriendo no pedirle a su vecino. Eventualmente, su hermano mayor Charles C. lo mantuvo y le enseñó el oficio de alfarero. Alrededor de este tiempo, Kimball se desplazó con su hermano a Mendon, en el Condado de Monroe (Nueva York), donde se listó en la milicia local. 
En 1822 se casó con su primera esposa y poco después adquirió el negocio de alfarería de su hermano. Por diez años Kimball trabajó como alfarero durante el verano y como herrero durante el invierno, también hizo labores en el cortado de la madera y en el despeje de la tierra. Mientras tanto, acumuló cinco y medio acres (22.000 m2) de tierra, donde construyó una casa y un granero, y sembró un huerto.

### Masonería
En 1823, Kimball recibió los tres primeros grados en francmasonería en la logia en Victor Flats, Ontario County, Nueva York. En 1824, él y otros cinco enviaron una petición al capitolio en Canandaigua, Nueva York, para recibir los grados del Real Arco de la Masonería ('Royal Arch Masonry') del Rito de York. Sus peticiones fueron aceptadas, pero, según reportó Heber, el Partido Antimasónico incendió el capitolio en Canandaigua. Muchos años después, Heber C. Kimball recordaba las experiencias masónicas que vivió en Nueva York:
Ningún hombre era admitido dentro de la logia en aquellos días excepto el que mantuviera un buen carácter moral, y fuese un hombre de hábitos firmes y un miembro era suspendido por conductas inmorales. Deseo que todos los hombres fuesen masones y que viviesen de su profesión, entonces el mundo estaría en un estado mucho mejor que lo que está ahora.
Cuando la Iglesia de Jesucristo de los Santos de los Últimos Días se había establecido en Nauvoo, Illinois, Heber fue uno de los que pidieron originalmente que se instituyera una logia francmasona allí, y sirvió como el primer Diácono Junior de la Logia U.D. de Nauvoo. Continuó activo en la Francmasonería durante toda su estadía en Nauvoo, y se retiró al mudarse a Utah, donde durante su periodo de vida no hubo ninguna logia que admitiera a mormones.

### Evento milagroso
Kimball afirma haber vivido un milagroso evento el 22 de septiembre de 1827. Él lo describe así en su autobiografía:
22 de septiembre de 1827, mientras vivía en la ciudad de Mendon, habiéndome retirado a la cama, John P. Greene, un metodista y reformado predicador viajero, me despertó llamándome para contemplar el paisaje en los cielos. 

Llamé a mi esposa y hermana Fanny Young (hermana de Brigham Young) quien estuvo viviendo conmigo; estaba tan claro que podías ver para coger un alfiler, miramos al horizonte este y contemplamos un humo blanco ascender hacia los cielos, y en la medida que ascendía se transformó en un cinturón e hizo un ruido como el crujido de un poderoso viento, y continuó al suroeste, formando un arco regular bajando en el horizonte este.

Después que el arco se había formado, empezó a ensancharse y se volvió claro y transparente en un tono azulado, creció tan ancho como para contener doce hombres juntos.

En este arco se movió un ejército, comenzando desde el este y marchando al oeste. Se movieron en pelotones, y caminaron tan cerca, los rangos traseros pisaban los pasos de sus líderes en la fila, hasta que el arco estuvo literalmente lleno de soldados.

Pudimos ver claramente los mosquetes, bayonetas, y mochilas de los hombres, quienes usaban gorras y plumas como las usadas por soldados americanos en la última guerra contra Bretaña; también a sus oficiales con sus espadas y equipaje, y oímos el sonido metálico y el tintineo de sus instrumentos de guerra y pudimos descubrir la forma y los rasgos de los hombres. El más profundo orden existía en el ejército entero, cuando el hombre principal pisaba, cada hombre pisaba al mismo tiempo: yo podía escuchar la pisada.

Cuando la línea delantera alcanzó el horizonte oeste una batalla siguió, en la medida que pudimos claramente oír el reporte de armas y el apuro.

Ningún hombre pudría juzgar mis sentimientos cuando contemplé aquel ejército de hombres, con sinceridad nunca vi ejércitos de hombres en carne y hueso, parecía como si cada cabello de mi cabeza estaba vivo. Este escenario fue observado durante cuatro horas, hasta que comenzó a desaparecer.

Subsecuentemente aprendí que esto tuvo lugar la misma noche que Joseph Smith recibió los archivos del Libro de Mormón del Ángel Moroni.

### Movimiento mormón

#### Entrada
Kimball escribió que siempre había contemplado aspectos de religión y salvación desde que tenía como 12 años. Las orientaciones de sacerdotes y maestros de varias iglesias nunca lo dejaron satisfecho. Sin embargo, estando en Nueva York, Kimball se unió a la Iglesia Bautista. Fue a muchas de sus reuniones y eventualmente recibió el bautismo. Kimball afirma que estuvo de acuerdo con muchas de las enseñanzas, pero no creía en muchas otras, aunque consideró esa asociación como algo bueno.
Tres semanas después de recibir el bautismo en la Iglesia Bautista, tres élderes de la Iglesia de Jesucristo de los Santos de los Últimos Días visitaron la casa de su amigo Phinehas Young. Kimball visitó la casa y quedó impresionado con sus enseñanzas, siendo testigo de como hablaban e interpretaban lenguas. Kimball afirma haber sido visitado por el poder de Dios.
Por ese tiempo, Kimball reportó que, mientras él y varios de la familia Young estaban cortando madera, una visión se abrió hacia ellos y vieron la «reunión de los Santos de Sion» y muchas otras cosas. Este y muchos otros eventos lo llevaron a Pensilvania para volver a reunirse con los ancianos, acompañado por algunos de los Young. Estuvieron seis días con los élderes y la iglesia local, y fueron testigos de más milagros tales como hablar en lenguas e interpretarlas.
El 14 de abril de 1832, Brigham Young fue bautizado por Eleazer Miller y al poco tiempo uno de los élderes llamó a Kimball. Durante su conversación, Kimball dio un salto y declaró que quería ser bautizado. Fueron inmediatamente a un pequeño arroyo en los bosques, donde fue bautizado ese mismo mes por Alpheus Gifford. Después de la confirmación, el élder le ofreció darle el sacerdocio, pero Kimball lo rechazó, pues sintió que no estaba listo. Poco después, 30 persona más fueron bautizadas en Mendon y formaron una rama de la iglesia.
Por esa época, la gente comenzó a llamar "loco" a Kimball, a lo que él responde haber estado "vestido en el sano juicio" y que las escrituras se extendieron para él. El clérigo local y miembros de otras creencias pronto se convirtieron en antagonistas hacia la pequeña rama de los SUD y sus miembros.

#### Servicios
Al poco tiempo de su bautismo, Kimball fue ordenado élder por Joseph Young, y comenzó a hacer proselitismo en las áreas vecinas con Joseph y Brigham Young, quienes realizaron varios bautismos y construyeron ramas de la iglesia. Kimball dice que en una ocasión confirmó a unas 20 personas e inmediatamente comenzaron a hablar e interpretar lenguas.
En 1833, Kimball trasladó a su familia a la Iglesia sede en Kirtland (Ohio). Marchó con el Campamento de Sion en 1834. Desde 1832 hasta 1840, Kimball realizó 8 misiones para la Iglesia, cada una de las cuales requería que estuviera alejado de su familia.

#### Quorum de los Doce Apóstoles
El 14 de febrero de 1835 fue ordenado como uno de los miembro originales de El Quorum de los Doce Apóstoles —que fue renombrado la Iglesia de Jesucristo de los Santos de los Últimos Días en 1838—, siendo el cuarto en jerarquía. 
Joseph Smith llamó a Kimball para liderar un grupo de misioneros a Inglaterra en 1837. Cuando Kimball dejó Estados Unidos al año siguiente, unas 1,500 personas habían sido bautizadas.  La misión comenzó a trabajar en Preston, Lancashire. Después de algunos bautismos, se expandieron a Ribble Valley. 
Kimball regresó con un pequeño grupo para realizar los preparativos del viaje para los grupos y descubrió que los Santos de los Últimos Días experimentaron considerables luchas y presiones en el Estado de Missouri. Mientras Joseph Smith estaba encarcelado en la Prisión Libertad, Brigham Young (ahora líder superior del Quorum) y Kimball organizaron el traslado de aproximadamente 12,000 refugiados de los SUD que traspasaron la frontera de Illinois. Allí la Iglesia fundó la ciudad de Nauvoo y construyó un templo. 
En septiembre de 1839, Kimball volvió a una misión en Inglaterra. Volvió a Indiana en octubre. Hizo paradas en Kirtland para animar a los miembros de la Iglesia restantes a trasladarse a Nauvoo, y tuvo una gran estadía en la ciudad de Nueva York. Partió de allí por mar el 19 de diciembre y llegó a Liverpool el 6 de abril de 1840. Por año y fracción Kimball estuvo trabajando en Preston y sus alrededores, y luego en Londres. Los misioneros comenzaron en 1840 a organizar grupos de británicos conversos para viajar a América.  
After Smith was killed in 1844, succession to the leadership of the church was a divisive issue. Young led the majority of church members across the state line into Iowa and eventually to the Salt Lake Valley. Kimball stood next in leadership in the Quorum to Young.
Después del asesinato de Joseph Smith en 1844, la sucesión del liderazgo de la Iglesia fue un tema divisivo. Brigham Young, mantenido como la cabeza del Quorum de los Doce Apóstoles, llevó a la mayoría de los miembros de la iglesia a Iowa y eventualmente a Salt Lake Valley. Heber C. Kimball era el siguiente en la línea de liderazgo del Quorum y fue llamado para la nueva Primera Presidencia en 1847.

#### Primera Presidencia
Kimball llevó una de las tres grandes compañías a Salt Lake Valley el verano de 1848. Estableció a su familia en Utah y los mantuvo con labranza, molienda, cría en granjas y fletamento, en adición a responsabilidades de la iglesia. Kimball tuvo un esclavo llamado Green Flake, que fue dado a la iglesia como diezmo, y a quien Kimball usó como chofer personal.
Como miembro de la Primera Presidencia, tuvo asignaciones especiales de supervisar la activa Misión Británica y de dirigir ordenanzas del templo. También trabajó por la independencia económica de Utah.

### Servicio estatal
Cuando se organizó el gobierno provisional del propuesto Estado de Deseret en la primavera de 1849, Kimball fue nombrado jefe de justicia y teniente gobernador. Además sirvió en la cámara alta de la legislatura territorial de Utah desde 1851 hasta de 1858. Fue presidente del Consejo durante el comienzo de la sesión en marzo de 1851, y luego miembro regular.

### Muerte
Heber C. Kimball falleció el 22 de junio de 1868, a los 67 años, en Salt Lake City, Utah, debido a efectos de un accidente de coche. Fue enterrado en el Cementerio Kimball-Whitney, localizado en la cuesta sur de lo que es ahora conocido como Capitol Hill, un área entonces llamada "El banco de Heber" en honor a él.

## Familia
Los antepasados de Kimball llegaron a Massachusetts desde Inglaterra en 1634, y algunos miembros de su familia participaron en la Guerra de Independencia de los Estados Unidos. 
Fue hijo de Solomon Farnham Kimball y Anna Spaulding. Sus hermanos fueron Charles Spaulding, Eliza, Heber Chase, Melvina, Solomon F. y Daniel B., todos de apellido Kimball y todos nacidos en Sheldon (Vermont). El nombre de Kimball hace honor a un juez que ayudó a la familia a asentarse en el área.
Kimball escribió sobre sus padres en su Sinopsis de la historia de Herber C. Kimball:
Mi padre era un hombre de un buen carácter moral, y aunque no profesó ninguna religión, enseñó a sus hijos buenos valores morales.
Mi madre era una presbiteriana, y de acuerdo con el más estricto sentido de su religión, vivió una vida virtuosa, y acorde a lo mejor de sus conocimientos enseñó a sus hijos los caminos de la rectitud.
Muchos familiares cercanos a Kimball murieron de tuberculosis: su hermano Daniel murió a la edad de siete meses, su madre en febrero de 1824 y su padre en la primavera de 1826, casi un año después de haberse mudado desde West Bloomfield a Mendon, para vivir con Kimball. Seguidamente falleció su hermano mayor Charles C. y la esposa de este.

### Esposas y descendencia
Kimball recibió una instrucción privada de Joseph Smith sobre el nuevo precepto de los SUD de matrimonio plural, lo aceptó y se casó con una segunda esposa, Sarah Noon. Su primera esposa, Vilate Murray Kimball, también aceptó el matrimonio plural y dio la bienvenida a las nuevas esposas. Kimball consideró el matrimonio de múltiples esposas como una expresión de su fe en obediencia a Dios:

 Yo he reconocido que un hombre que tiene sólo una esposa, y está inclinado a esa doctrina, pronto comienza a marchitarse y a agotarse, mientras un hombre que va dentro de la pluralidad [de esposas] se ve fresco, joven y lleno de brío. Por qué es esto? Porque Dios ama a ese hombre, y porque él honra Su trabajo y palabra.
Heber C. Kimball, Journal of Discourses, vol 5, p. 22.

Kimball contrajo matrimonio con 43 mujeres; aunque algunos afirman que no todos fueron íntimos. Tuvo 65 hijos, todos de apellido Kimball, con 17 esposas distintas. Entre sus hijos, William Henry, fue el primero en sobrevivir la infancia; mientras que su hija Helen Mar fue la única hija en sobrevivir. A los 14 años, Helen fue ofrecida por Kimball y su primera esposa, como esposa plural de Joseph Smith.
- Vilate Murray (1 de junio de 1806, Florida, Nueva York- 22 de octubre de 1867, Salt Lake City). Desposada el 7 de noviembre de 1822 en Mendon (Nueva York). Tuvieron 10 hijos:
  - Judith Marvin (29 de julio de 1823-20 de mayo de 1824).
  - William Henry (10 de abril de 1825-29 de diciembre de 1907).
  - Helen Mar (20 de agosto de 1828-13 de noviembre de 1896).
  - Roswell Heber (10 de enero de 1831-15 de junio de 1831).
  - Heber Parley (1 de junio de 1835-8 de febrero de 1885).
  - David Patten (23 de agosto de 1839-21 de noviembre de 1883).
  - Charles Spaulding (2 de enero de 1843-2 de diciembre de 1925).
  - Brigham Willard (29 de junio de 1845-23 de julio de 1867).
  - Solomon Farnham (2 de febrero de 1847-7 de febrero de 1920).
  - Murray Gould (20 de enero de 1850-27 de junio de 1852).

- Sarah Noon (3 de mayo de 1811 Staffordshire, England- 3 de diciembre de 1873). Desposada en 1842, su primera esposa plural con la que tuvo 4 hijos:
  - Adelbert (1842-1843).
  - Henry (1844-1868).
  - Sarah Helen (1 de julio de 1845-1 de diciembre de 1860).
  - Heber (1849-1850).

- Ann Alice Gheen (20 de diciembre de 1827, Pensilvania-12 de octubre de 1879, Salt Lake City), desposada el 10 de septiembre de 1844:
  - Samuel Heber (9 de diciembre de 1851-18 de abril de 1943).
  - Daniel Heber (8 de febrero de 1856-26 de abril de 1936).
  - Andrew (6 de septiembre de 1858-31 de agosto de 1924), mellizo de Alice.
  - Alice Ann (6 de septiembre de 1858-19 de diciembre de 1946), melliza de Andrew.
  - Sarah Gheen (31 de mayo de 1861-8 de febrero de 1913).

- Mary Ellen Abel/Harris (5 de octubre de 1818, Nueva York-28 de octubre de 1902, Salt Lake City), desposada el 1 de octubre de 1844:
  - Peter (19 de diciembre de 1855-27 de septiembre de 1860).

- Martha McBride/Knight (17 de marzo de 1805, Nueva York-20 de noviembre de 1891, Ogden, Utah), desposada el 12 de octubre de 1844:
  - Hijo infante nacido y muerto en 1845.

- Ellen Sanders (11 de abril de 1823, Noruega-22 de noviembre de 1871, Salt Lake City), desposada el 5 de noviembre de 1844.
  - Samuel Chase (13 de febrero de 1848-julio de 1848).
  - Joseph Smith (2 de junio de 1850-29 de noviembre de 1864), mellizo de Augusta.
  - Augusta (2 de junio de 1850-5 de octubre de 1861), malliza de Joseph.
  - Rosalia (25 de noviembre de 1853-22 de febrero de 1950).
  - Jedediah Heber (10 de marzo de 1855-24 de junio de 1927).

- Frances Jessie Swan (junio de 1822, Scotland), desposada en 1845 y divorciada el 7 de diciembre de 1851.
  - Margaret Jane (9 de abril de 1846-Winter Quarters, 10 de agosto de 1846).

- Clarrisa Cutler (23 de diciembre de 1824, Nueva York-1852, Kansas), desposada el 29 de febrero de 1845 y separados en 1848:
  - Abraham Alonzo (16 de abril de 1846-25 de septiembre de 1889).

- Lucy Walker (Smith) (30 de abril de 1826-1910), desposada el 8 de febrero de 1845:
  - Rachel Sylvia (28 de enero de 1846-12 de diciembre de 1847).
  - John Heber (12 de diciembre de 1850-28 de noviembre de 1918).
  - Willard Heber (25 de enero de 1853-5 de diciembre de 1854).
  - Lydia Holmes (18 de enero de 1856-15 de abril de 1928).
  - Ann Spaulding (18 de marzo de 1857-27 de noviembre de 1932).
  - Eliza (14 de mayo de 1860-1906).
  - Washington (22 de octubre de 1862-?), mellizo de Joshua.
  - Joshua Heber (22 de octubre de 1862-?), mellizo de Washington, muerto en la infancia.
  - Franklin Heber (28 de agosto de 1864-?).

- Sarah Ann Whitney (1825-1873), desposada el 17 de marzo de 1845:
  - David (8 de marzo de 1846-1847).
  - David Orson (26 de agosto de 1848-16 de abril de 1849).
  - David Heber (26 de febrero de 1850-?).
  - Newel Whitney (19 de mayo de 1852-?).
  - Horace Heber (3 de septiembre de 1853-?).
  - Sarah Maria (1858-agosto de 1902).
  - Joshua Heber (nacida un febrero).

- Harriet Sanders, (7 de diciembre de 1824, Noruega-5 de septiembre de 1896, Utah), desposada el 26 de enero de 1846.
  - Harriet (nacida y muerta el 8 de mayo de 1852).
  - Hyrum Heber (6 de julio de 1855-4 de junio de 1943).
  - Eugene (15 de enero de 1863-?).

- Emily Trask Cutler (23 de febrero de 1828, Nueva York-1852 Kansas), desposada el 2 de febrero de 1846, separados en 1848:
  - Isaac A. (13 de octubre de 1846-24 de febrero de 1914).

- Amanda Trimble Gheen (18 de enero de 1830, Pensilvania-4 de noviembre de 1904, Salt Lake City), hermana menor de Anne, desposada el 2 de febrero de 1846.
  - William Gheen (3 de marzo de 1851-24 de marzo de 1924).
  - Albert Heber (13 de septiembre de 1854-2 de marzo de 1944).
  - Jeremiah Heber (15 de agosto de 1857-25 de mayo de 1887).
  - Moroni Heber (23 de mayo de 1861-23 de mayo de 1887).

- Ruth Amelia Reese (10 de mayo de 1817 Pensilvania-26 de noviembre de 1902 Salt Lake City), desposada el 3 de febrero de 1846:
  - Susannah R. (nacida y muerta el 7 de julio de 1851).
  - Jacob Reese (15 de abril de 1853-30 de mayo de 1875).
  - Enoch Heber (29 de septiembre de 1855-20 de agosto de 1877).

- Christine Golden (12 de septiembre de 1823, Hopewell (Nueva Jersey)- 30 de enero de 1896, Salt Lake City), desposada el 3 de febrero de 1846 en Nauvoo, Illinois.
  - Cornelia Christine (7 de junio de 1850-23 de diciembre de 1853).
  - Jonathan Golden (9 de junio de 1853-2 de septiembre de 1938).
  - Elias Smith (30 de marzo de 1857-13 de junio de 1934).
  - Mary Margaret (30 de abril de 1861-28 de septiembre de 1937).

- Prescinda Lathrop Huntington (Buell, Smith) (7 de septiembre de 1810, Nueva York-1 de febrero de 1892, Salt Lake City), desposada el 4 de febrero de 1846:
  - Prescinda Celestia (9 de enero de 1849, Salt Lake City-8 de mayo de 1850); ahogada en City Creek, Utah, a los 16 meses.
  - Joseph Smith (22 de diciembre de 1851-29 de marzo de 1936)

- Mary Smithies (7 de octubre de 1837-1880), desposada el 25 de enero de 1857.
  - Mary Melvina (29 de agosto de 1858-8 de mayo de 1933).
  - James Heber (1860-2 de junio de 1866).
  - Wilford Alfonzo (6 de octubre de 1863-15 de noviembre de 1928).
  - Lorenzo Heber (6 de febrero de 1866-2 de julio de 1929).
  - Abbie Sarah (15 de enero de 1868, Inglaterra-23 de febrero de 1943), primer niño nacido en Inglaterra de padres mormones.

Kimball tuvo otras esposas con las que no tuvo hijos:
- Mary Fielding Smith (21 de julio de 1801, Inglaterra-21 de septiembre de 1852, Salt Lake City), desposada el 14 de septiembre de 1844.
- Charlotte Chase (11 de mayo de 1825, Vermont-15 de diciembre de 1904, Idaho), desposada el 10 de octubre de 1844, separados en 1849.
- Nancy Maria Winchester (19 de agosto de 1828, Pensilvania-17 de marzo de 1876), desposada el 10 de octubre de 1844 y separada en 1865.
- Sarah Lawrence (13 de mayo de 1826, Canadá-?), desposada el 12 de octubre de 1844 y divorciada el 18 de junio de 1851.
- Ruth Wellington (11 de marzo de 1809, Massachusetts-?), separada en 1846.
- Abigail Pitkin (17 de julio de 1797, Nueva York-15 de mayo de 1847, Winter Quarters), desposada el 7 de enero de 1846.
- Margaret McMinn (7 de abril de 1829, Filadelfia-?), desposada en febrero de 1846.
- Ruth Pierce (11 de febrero de 1818-después de 1861), desposada el 3 de febrero de 1846 y separada en 1853.
- Hulda Barnes (1 de octubre de 1806, Massachusetts-2 de septiembre de 1898, Utah), desposada el 3 de febrero de 1846.
- Sophronia Melinda Harmon (5 de abril de 1824, Pensilvania-26 de enero de 1847, Winter Quarters).

Kimball tuvo algunos descendientes destacados, entre ellos: Spencer W. Kimball (nieto), Natacha Rambova (biznieta) y Quentin L. Cook (tatara-nieto).